# Вострецово (Бураєвський район)
Вострецо́во (рос. Вострецово, башк. Вострецов, до 1966 року — Казанцеве) — село у складі Бураєвського району Башкортостану, Росія. Адміністративний центр Вострецовської сільської ради.
Населення — 330 осіб (2010; 440 у 2002).
Національний склад:
- башкири — 65 %
- росіяни — 29 %

Раніше існувало два населений пункти — Вострецово та Новокаргино, які пізніше були об'єднані. До 1966 року село носило назву Казанцеве, потім було перейменоване на честь уродженця села, учасника Громадянської війни на боці більшовиків Вострецова С. С.